# アイアート・モレイラ
アイアート・モレイラ（Airto Moreira、1941年8月5日 - ）は、ブラジルのミュージシャン。パーカッショニスト、ドラマー。サンタカタリーナ州生まれ。妻は歌手のフローラ・プリム。

## 略歴
15歳でプロのミュージシャンとして活動を開始し、1964年にクアルテート・ノーヴォ (Quarteto Novo)へ参加しアルバム『クアルテート・ノーヴォ』を発表。渡米後、マイルス・デイヴィスのアルバム『ビッチェズ・ブリュー』へ参加したのち、ウェイン・ショーターのアルバム『スーパー・ノヴァ』、ウェザー・リポートのファースト・アルバム『ウェザー・リポート』等、フュージョンの名作にも参加している。
1972年にチック・コリアのユニット、リターン・トゥ・フォーエヴァーのメンバーとしてアルバム『リターン・トゥ・フォーエヴァー』を発表し評価された。また、同年発売のポール・サイモンのアルバム『ポール・サイモン』に参加。
以後、妻であるフローラ・プリムとのユニット、フォース・ワールドとしても活動している。

## ディスコグラフィ

### リーダー・アルバム
- 『ナチュラル・フィーリングス』 - Natural Feelings (1970年、Buddah)
- 『ジャズ・ノヴァの芽生え』 - Seeds On the Ground (1971年、Buddah)
- 『フリー』 - Free (1972年、CTI)
- 『フィンガーズ』 - Fingers  (1973年、CTI)
- 『ヴァージン・ランド』 - Virgin Land (1974年、Salvation)
- 『イン・コンサート』 - In Concert (1974年、CTI) ※with デオダート
- 『アイデンティティー』 - Identity (1975年、Arista)
- 『プロミセス・オブ・ザ・サン』 - Promises of the Sun (1976年、Arista)
- 『アイム・ファイン、ハウ・アー・ユー?』 - I'm Fine. How Are You? (1977年、Warner Bros.)
- 『タッチング・ユー、タッチング・ミー』 - Touching You...Touching Me (1979年、Warner Bros.)
- Dafos (1983年、Reference) ※with ミッキー・ハート
- Misa Espiritual (1983年、Harmonia Mundi)
- 『ラティーノ』 - Latino/Aqui Se Puede (1984年、Sobocode)
- Three-Way Mirror (1985年、Reference)
- 『ハンブル・ピープル』 - Humble People (1985年、Concord Jazz) ※with フローラ・プリム
- The Magicians (1986年、Crossover) ※with フローラ・プリム
- The Colours of Life (1988年、In+Out) ※with フローラ・プリム
- Samba de Flora (1989年、Montuno)
- 『日時計』 - The Sun Is Out (1987年、Crossover) ※with フローラ・プリム
- 『ストラック・バイ・ライトニング』 - Struck by Lightning (1989年、Venture)
- 『アザー・サイド・オブ・ディス』 - The Other Side of This (1992年、Rykodisc)
- Killer Bees (1993年、B&W Music)
- Homeless (2000年、M.E.L.T.)
- Revenge of the Killer Bees (2000年、M.E.L.T.)
- Life After That (2003年、Narada)
- 『ワルツ・フォー・デビイ〜ビル・エヴァンスに捧ぐ』 - The Boston Three Party (2007年、Stretch) ※with チック・コリア、エディ・ゴメス
- Alue (2017年、Selo)

### サンバランソ・トリオ
- 『サンブルース』 - Sambalanço Trio (1964年、Audio Fidelity)
- 『ナナン』 - Sambalanço Trio or Improviso Negro (1965年、Ubatuqui)
- 『レインコントロ・コン・サンバランソ・トリオ』 - Reencontro com Sambalanço Trio (1965年、Som Maior)

### フォース・ワールド
- Fourth World Recorded live at Ronnie Scott's (1992年)
- Fourth World (1993年)
- Fourth World [live] (1995年)
- Encounters of the Fourth World (1995年)
- Last Journey (1999年)